# Maria Ewel
Maria Ewel (Königsberg, 30 ottobre 1915 – Brema, 27 gennaio 1988) è stata una scultrice tedesca.

## Biografia
Ultima figlia del pittore Otto Ewel, cominciò molto giovane, a tredici anni, a seguire i primi corsi serali alla scuola d'arte di Königsberg, dove il padre insegnava. Proseguì i suoi studi dapprima a Dresda (1936-1939), poi - dopo l'interruzione della seconda guerra mondiale, durante la quale fu reclutata dalla Luftwaffe, rinunciando quindi all'attività artistica - a Brema (1946-1954), dove fu allieva di Herbert Kubica, Salisburgo (1954), con la guida di Ewald Mataré, e Firenze (1955).
Dal 1956 tornò ad operare a Brema. Tre anni dopo le fu diagnosticata un'artrite reumatoide, ma continuò a realizzare sculture, pur dovendo ridurre, con l'avanzare della malattia, il numero di sculture in pietra, preferendo modelli perlopiù poi realizzati in bronzo.
Ritrasse frequentemente animali: le sue opere più note sono l'Aufbäumendes Pferd (Cavallo rampante) a Brema, il Fliegender Schwan (Cigno in volo) nel cimitero di Hastedt (Brema), Der große Tiger (La grande tigre) a Ludwigshafen, Der Walfisch (La balena) ancora a Brema e Die Raubtiergruppe (Il gruppo di predatori) che si trova all'interno dell'ufficio postale di Rastede.

## Premi e riconoscimenti
- 1985: Ostpreußischer Kulturpreis, categoria arti figurative[3]